# Laguna Milluni
Laguna Milluni är en sjö i Bolivia.   Den ligger i departementet La Paz, i den centrala delen av landet, 400 km nordväst om huvudstaden Sucre. Laguna Milluni ligger 4 669 meter över havet.
Trakten runt Laguna Milluni består i huvudsak av gräsmarker. Runt Laguna Milluni är det tätbefolkat, med 343 invånare per kvadratkilometer.